# The Duke of Death and His Maid
The Duke of Death and His Maid (jap. 死神坊ちゃんと黒メイド Shinigami botchan to kuro meido) – manga autorstwa Koharu Inoue, publikowana od października 2017 do maja 2022 w magazynie internetowym „Sunday Webry” wydawnictwa Shōgakukan.
Na jej podstawie studio J.C.Staff wyprodukowało serial anime, który emitowano od lipca do września 2021. Emisja drugiego sezonu rozpoczęła się w lipcu i zakończyła we wrześniu 2023, trzeci sezon był zaś emitowany od kwietnia do czerwca 2024.

## Fabuła
Viktor jest młodym arystokratą, który mieszka w rezydencji z dala od innych ludzi, po tym jak został odrzucony przez własną rodzinę z powodu klątwy powodującej śmierć każdej żywej istoty, której dotknie. Jednak po przybyciu służącej imieniem Alice, która nie obawia się klątwy, jego życie zaczyna się zmieniać.

## Bohaterowie
- Panicz (jap. 坊ちゃん Botchan) / Viktor (jap. ヴィクター Vikutā)

Seiyū: Natsuki Hanae 
- Alice Lendrott (jap. アリス・レンドロット Arisu Rendorotto)

Seiyū: Ayumi Mano 
- Rob (jap. ロブ Robu)

Seiyū: Hōchū Ōtsuka 
- Viola (jap. ヴィオラ Viora)

Seiyū: Inori Minase 
- Walter (jap. ウォルター Uorutā)

Seiyū: Yuma Uchida 
- Cuff (jap. カフ Kafu)

Seiyū: Wakana Kuramochi 
- Zain (jap. ザイン)

Seiyū: Hiroshi Kamiya 
- Daleth (jap. ダレス Daresu)

Seiyū: Yōko Hikasa 
- Sharon Lendrott (jap. シャロン・レンドロット Sharon Rendorotto)

Seiyū: Kikuko Inoue 
- Gerbera (jap. ガーベラ Gābera)

Seiyū: Sayaka Ōhara 
- Sade (jap. シャーデー Shādē)

Seiyū: Yūko Kaida 

## Manga
Seria ukazywała się od 3 października 2017 do 17 maja 2022 w magazynie internetowym „Sunday Webry” wydawnictwa Shōgakukan. Manga została następnie opublikowana w 16 tankōbonach, wydanych między 12 stycznia 2018 a 12 lipca 2022.
| Nr | Data wydania (język japoński) | ISBN (język japoński)  |
| -- | ----------------------------- | ---------------------- |
| 1  | 12 stycznia 2018              | ISBN 978-4-09-128099-2 |
| 2  | 12 kwietnia 2018              | ISBN 978-4-09-128222-4 |
| 3  | 9 sierpnia 2018               | ISBN 978-4-09-128480-8 |
| 4  | 12 listopada 2018             | ISBN 978-4-09-128697-0 |
| 5  | 12 lutego 2019                | ISBN 978-4-09-128856-1 |
| 6  | 18 czerwca 2019               | ISBN 978-4-09-129192-9 |
| 7  | 12 września 2019              | ISBN 978-4-09-129357-2 |
| 8  | 12 grudnia 2019               | ISBN 978-4-09-129427-2 |
| 9  | 12 maja 2020                  | ISBN 978-4-09-850106-9 |
| 10 | 12 października 2020          | ISBN 978-4-09-850191-5 |
| 11 | 12 lutego 2021                | ISBN 978-4-09-850402-2 |
| 12 | 12 maja 2021                  | ISBN 978-4-09-850547-0 |
| 13 | 12 lipca 2021                 | ISBN 978-4-09-850657-6 |
| 14 | 12 listopada 2021             | ISBN 978-4-09-850805-1 |
| 15 | 10 czerwca 2022               | ISBN 978-4-09-851137-2 |
| 16 | 12 lipca 2022                 | ISBN 978-4-09-851218-8 |

## Anime
Adaptacja w formie telewizyjnego serialu anime została zapowiedziana 2 lutego 2021. Seria została wyprodukowana przez studio J.C.Staff i wyreżyserowana przez Yoshinobu Yamakawę. Scenariusz napisał Hideki Shirane, postacie zaprojektowała Michiru Kuwabata, a muzykę skomponowali Gen Okuda i Takeshi Watanabe. Anime było emitowane od 4 lipca do 19 września w stacjach Tokyo MX, BS11 i ytv. Prawa do streamingu serii nabyło Funimation, a następnie Crunchyroll.
Pod koniec ostatniego odcinka serialu ogłoszono powstanie drugiego sezonu. Jego emisja trwała od 9 lipca do 24 września 2023.
Wraz z zakończeniem sezonu drugiego zapowiedziano, że trwają prace na sezonem trzecim. Emisja rozpoczęła się 7 kwietnia i zakończyła 23 czerwca 2024.

### Ścieżka dźwiękowa
| Seria          | Tytuł                            | Wykonawcy                  | Źródło   |
| Czołówka       | Czołówka                         | Czołówka                   | Czołówka |
| -------------- | -------------------------------- | -------------------------- | -------- |
| 1              | „Mangetsu to Silhouette no yoru” | Natsuki Hanae i Ayumi Mano | [ 3 ]    |
| 2              | „Kimi to Revue”                  | Natsuki Hanae i Ayumi Mano | [ 27 ]   |
| 3              | „Cinematic Parade”               | Nasuo☆                     | [ 30 ]   |
| Napisy końcowe |                                  |                            |          |
| 1              | „Nocturne”                       | Ayumi Mano                 | [ 3 ]    |
| 2              | „Hoshikuzu Requiem”              | Nasuo☆                     | [ 27 ]   |
| 3              | „Étoile Mémoire”                 | Ayumi Mano                 | [ 30 ]   |